# گیلانشاه خال‌دار
گیلانشاه خالدار (نام علمی: Numenius tenuirostris) نام یک گونه از سرده گیلانشاه‌های نوک‌خمیده است.